# فرحانة حسين سلامة
 فرحانة حسين سلامة  هي سيدة مصرية من سيناء وواحدة من مجاهدات العريش التي قاومت الاحتلال الإسرائيلي. كانت أول عملياتها هي تفجير خط السكة الحديدية بالشيخ زويد. واستمرت عملياتها العسكرية بتفجير سيارات الجيب الإسرائيلية بالإضافة إلي نقل الذخائر والرسائل من القاهرة إلي المجاهدين في سيناء حيث كانت تعمل تاجرة قماش.
منحها الرئيس المصري محمد أنور السادات وسام الشجاعة من الدرجة الأولي ونوط الجمهورية لما قدمته من مقاومة للوجود الإسرائيلي في سيناء.